# هیو نیلسون
هیو نیلسون (انگلیسی: Hugh Neilson; ۵ مهٔ ۱۸۸۴ – ۱۶ اکتبر ۱۹۳۰) بازیکن هاکی روی چمن اهل بریتانیا بود.